# Лондонская серия Моне
«Лондонская серия», иначе «Лондонские туманы», сокращённо «Лондоны» — четыре серии картин («Мост Чаринг-Кросс», «Мост Ватерлоо», «Здание Парламента» и «Лестер-сквер») и серия пастелей («Виды Лондона») французского художника-импрессиониста Клода Моне, составляющие единый комплекс произведений и имеющие общую историю появления на свет; в основном созданы в 1899—1905 годах. 

## История создания

### Первые визиты в Лондон и работы соратников Моне

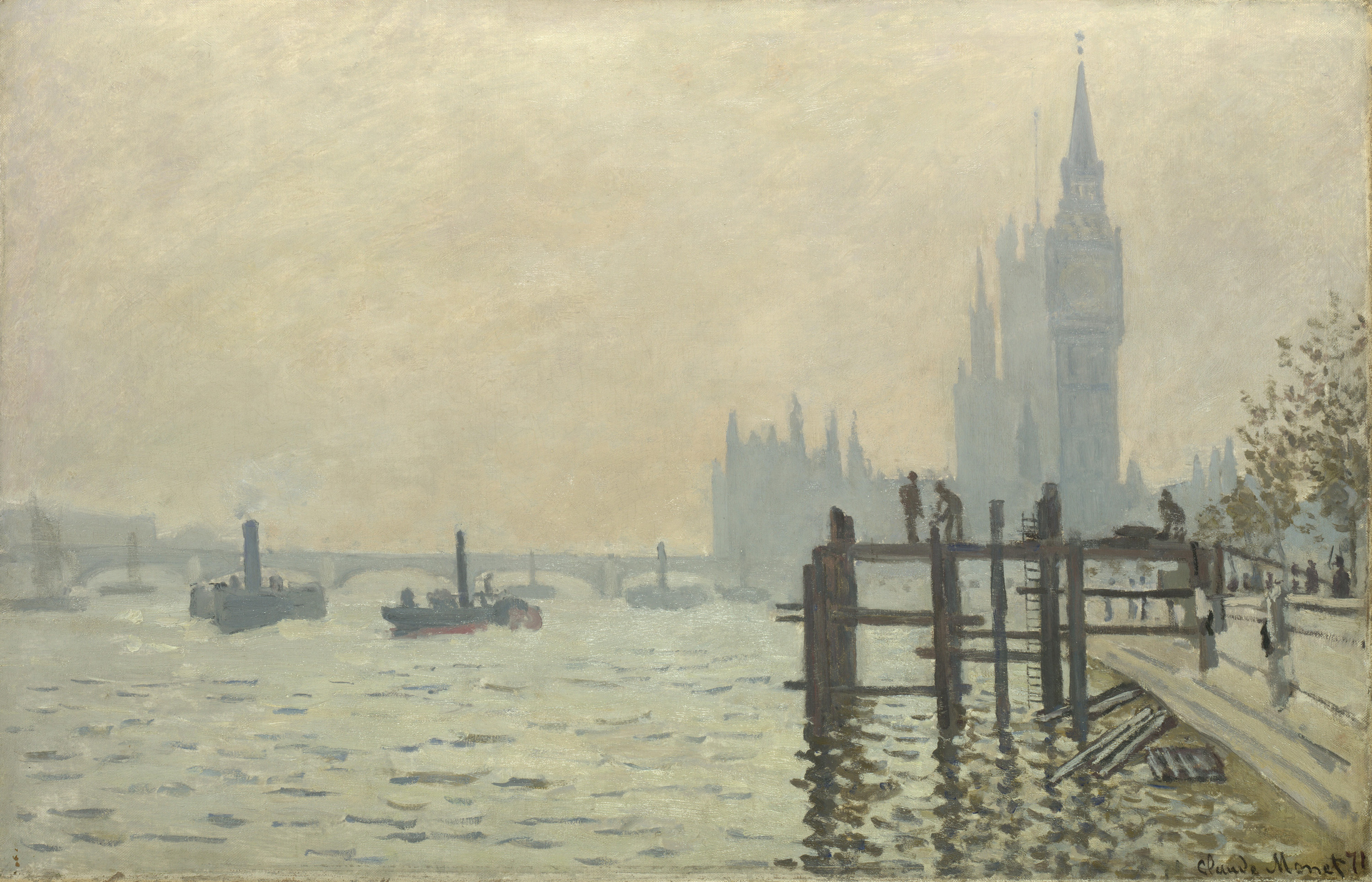
К. Моне. «Темза у Парламента». Лондонская национальная галерея

Впервые в Лондон Моне приехал в сентябре 1870 года, когда был вынужден бежать от тягот франко-прусской войны.
Тогда же он исполнил несколько лондонских видов: известны два вида Гайд-парка (в каталоге-резоне творчества Моне, составленном Даниэлем Вильденштейном, они обозначены под номерами W164 и W165), два вида лондонского порта (W167 и W168) и «Темза у Парламента» (W166, холст, масло; 47 × 73 см; Лондонская национальная галерея, инв. № NG6399) — последнюю картину с некоторой долей условности можно считать прообразом серии: уже в этой работе заметно что Моне в первую очередь интересовал свет и атмосферные эффекты, нежели приятный глазу вид. 

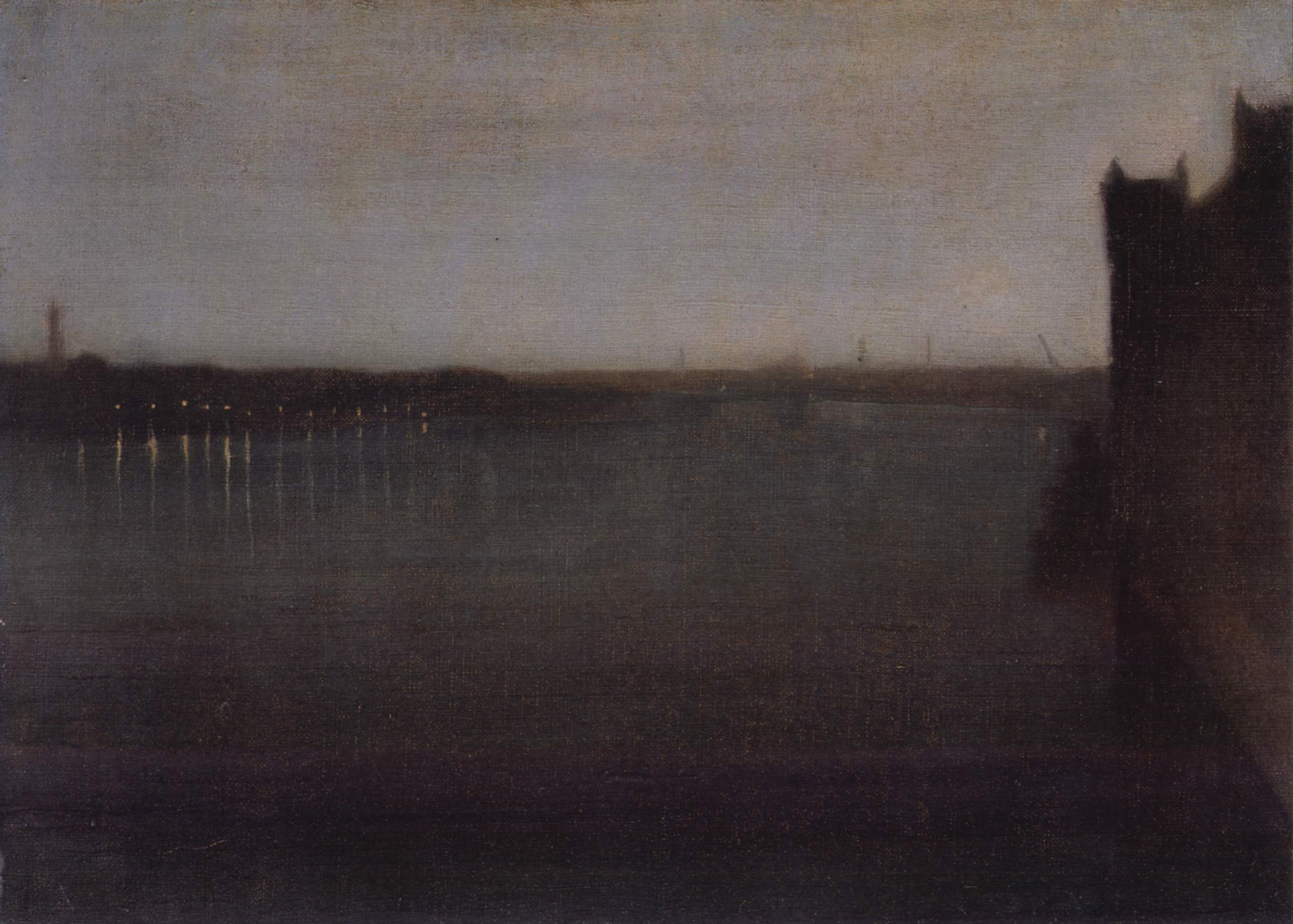
Д. Уистлер. «Ноктюрн в сером и золотом — Вестминстерский мост».

Моне был очарован лондонским туманом, а позже сказал арт-дилеру Рене Гимпелю: «Без тумана Лондон не был бы красивым городом. Это туман, который даёт ему великолепную широту. Его массивные строения выглядят ещё более грандиозными в этом таинственном укрытии». Во время пребывания в Лондоне Моне познакомился с работами Джеймса Уистлера, который написал несколько ночных видов Темзы с эффектами тумана.
Тогда же в Лондоне вместе с Моне находился Камиль Писсарро — он тоже вынужден был покинуть Францию, поскольку его дом под Парижем был захвачен прусскими войсками (большинство его работ, остававшихся в доме, было полностью уничтожено немцами). Писсарро во время пребывания в Англии писал в основном сельские виды в окрестностях Лондона, урбанистический пейзаж его тогда почти не привлекал. Сам Писсарро писал об этом времени: «Моне и я были в восторге от лондонских пейзажей. Моне работал в парках, а я <…> изучал эффекты тумана, снега и весны. Мы писали с натуры…». Там же находился и Шарль-Франсуа Добиньи, писавший виды Темзы в тумане (одна из таких картин, «Собор Святого Павла со стороны Суррея», находится в собрании Лондонской национальной галереи) и с которым оба художника встречались. Тогда Добиньи и познакомил Моне с Полем Дюран-Рюэлем — эта встреча оказала решающее значение для становления импрессионизма в целом: Дюран-Рюэль на долгие годы стал маршаном (арт-дилером) Моне и его товарищей. 

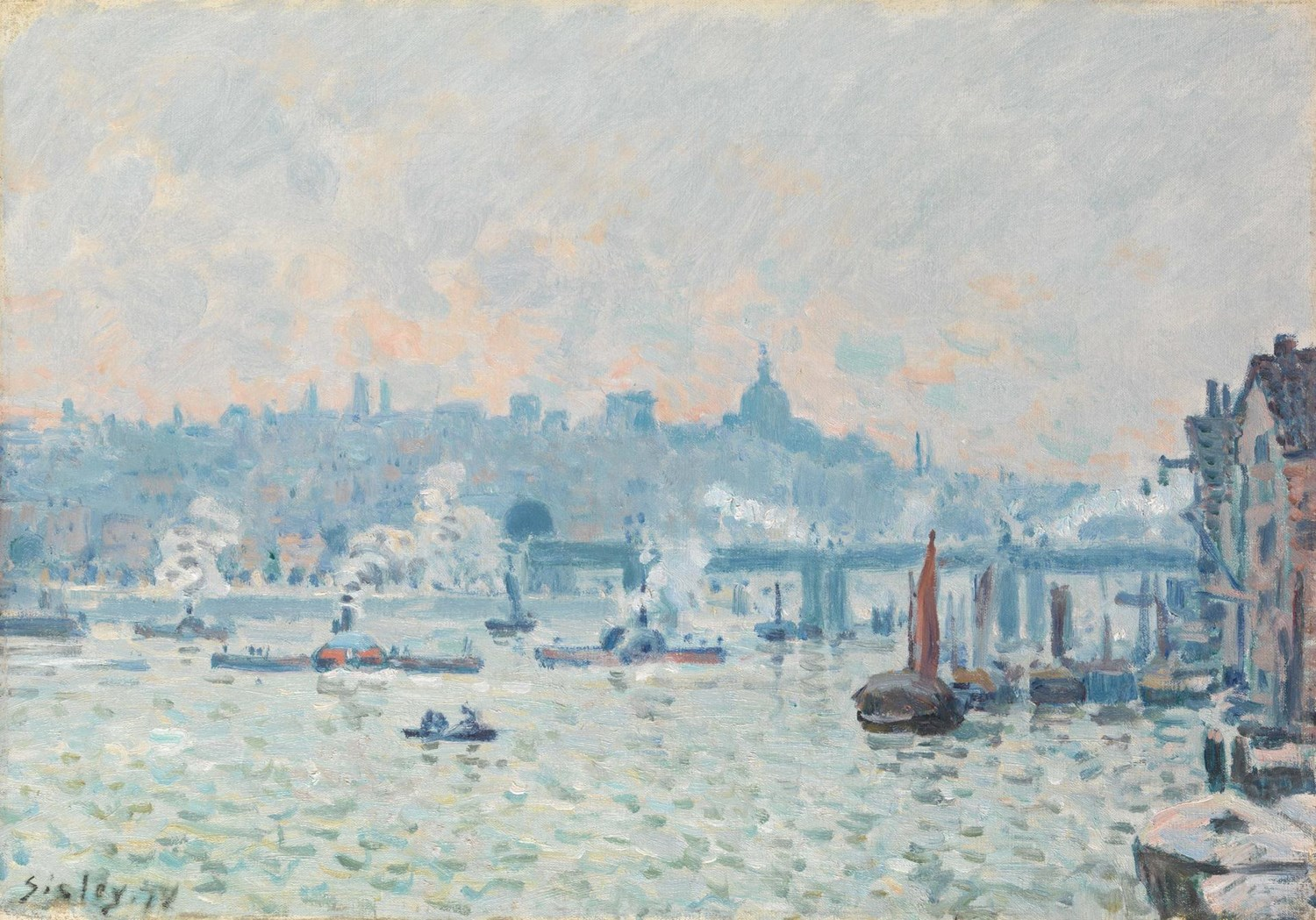
А. Сислей. «Мост Чаринг-Кросс». Лондонская национальная галерея

В 1875 году в парижском аукционном доме «Отель Друо» состоялась первая большая распродажа картин импрессионистов, в ней также участвовал Моне. Среди прочих картин там была выставлена работа Альфреда Сислея «Вид Темзы: мост Чаринг-Кросс», написанная в предыдущем году (О. Рейтерсверд ошибочно считает что картина была написана в 1871 году), — Моне несомненно её видел. Эта работа была продана за максимальную на тот момент цену для картин Сислея — 300 франков; впоследствии она оказалась в собрании Лондонской национальной галереи (холст, масло; 33 × 46 см; инв. № L986).

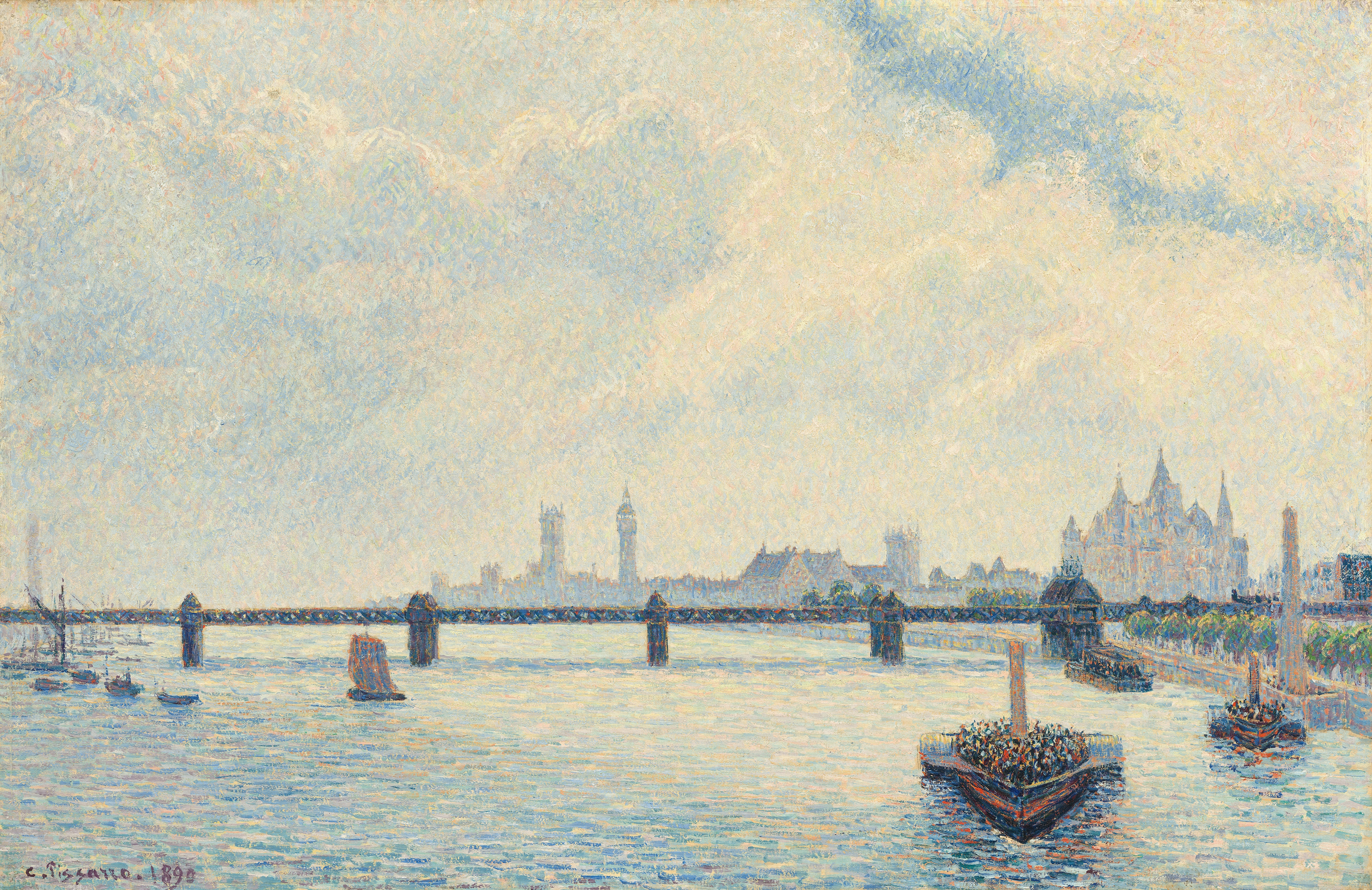
Камиль Писсарро. «Мост Чаринг-Кросс, Лондон». Национальная галерея искусства, Вашингтон

В 1890 году Писсарро вновь приехал поработать в Лондон. В этот период он увлёкся идеями Жоржа Сёра и писал в пуантиллистической манере. Среди выполненных им пейзажей Лондона и окрестностей есть два почти идентичных вида моста Чаринг-Кросс. Одна из этих картин находится в Национальной галерее искусства в Вашингтоне (1890 год; холст, масло; 60 × 90 см, инв. № 1985.64.82), другая в частной коллекции в Швейцарии (1891 год; холст, масло; 60 × 73 см). Моне скорее всего видел эти работы либо в галерее Поля Дюран-Рюэля, либо непосредственно в мастерской Писсарро.
Сам Моне в 1887 году на несколько дней приезжал в Лондон по приглашению Джеймса Уистлера, с которым познакомился ещё в 1870 году. Биограф Моне Мишель де Декер отмечал: «На этот раз его особенно пленил рассеянный свет, плавающий над Темзой. Он дал себе слово, что снова вернётся в Лондон». 
В декабре 1891 года Моне снова ненадолго оказался в Лондоне. Камиль Писарро отмечал, что к этому времени у Моне уже созрел замысел лондонской серии. 9 декабря он писал своему сыну Люсьену: «Моне со вчерашнего дня в Лондоне. Вероятно, он там будет работать. Уже с нетерпением ждут его лондонскую серию». Подтверждение о существовании такого замысла есть и в письме самого Моне Дюран-Рюэлю, датированном июлем 1891 года, где он сообщает своему дилеру что в будущем «решил вернуться в Лондон, чтобы возобновить там работу». В действительности художник в это время все свои силы отдавал сериям «Стога», «Тополя» и «Руанский собор» и отвлечение на виды Лондона в его ближайшие планы явно не входило.

### Создание серии

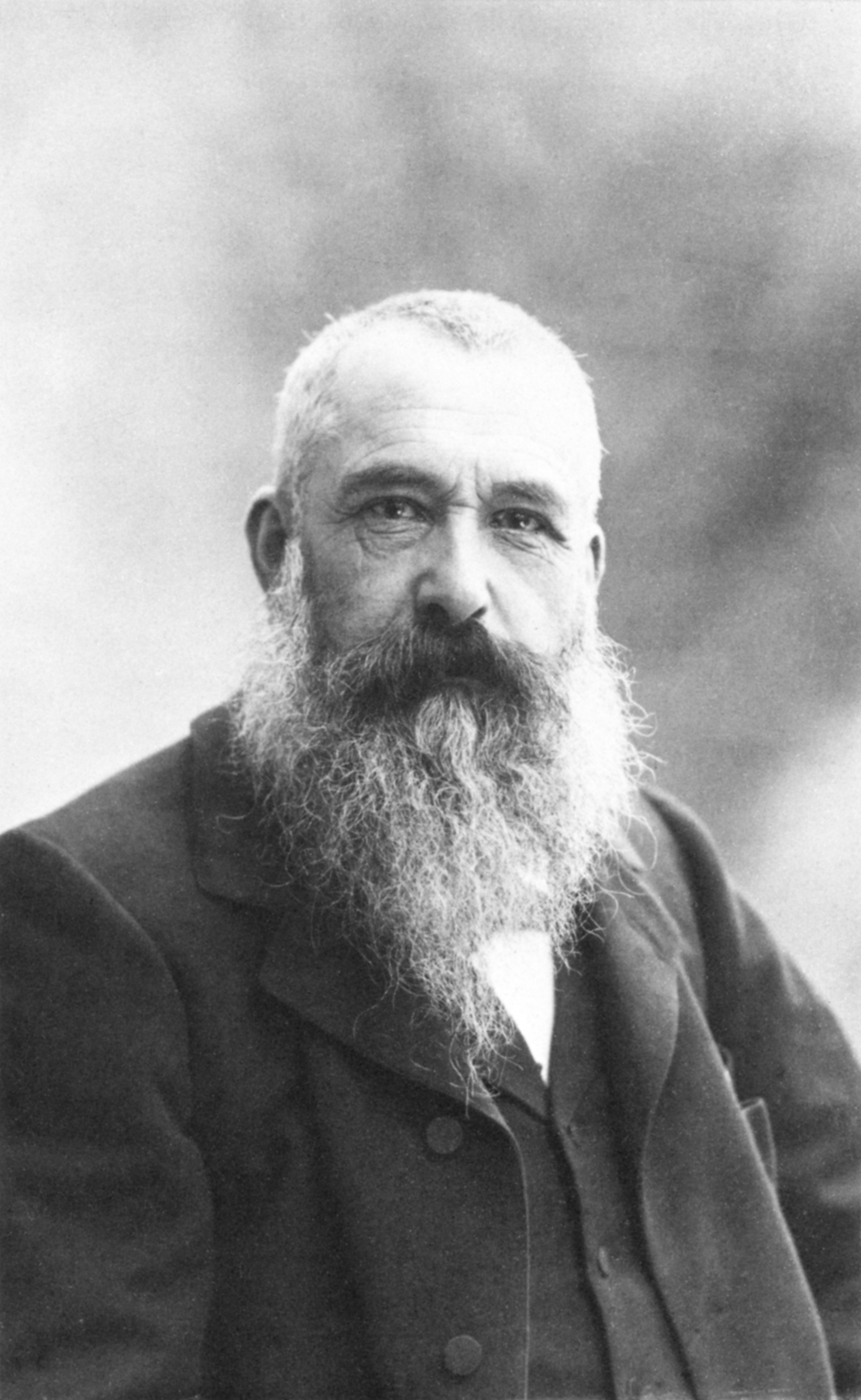
Клод Моне в 1899 году. Фотография Надара

В середине сентября 1899 года Моне с женой и падчерицей поехал в Лондон навестить своего сына Мишеля, который там учился.
Из окон своего номера на седьмом этаже отеля «Савой», выходивших на Темзу, Моне открывался великолепный вид: справа, вверх по течению, возвышалось здание Парламента и арки Вестминстерского моста, а перед ними располагались стальные конструкции железнодорожного моста Чаринг-Кросс, слева его взгляд был обращён на массивные арки моста Ватерлоо и далее направлен в сторону дымящих заводских труб на противоположном берегу.
Несмотря на чисто семейные цели поездки, Моне взял с собой несколько холстов, надеясь немного поработать, 17 октября он писал Полю Дюран-Рюэлю, что «пытается сделать несколько видов на Темзу», причём Моне сразу сказал, что ему интересны виды моста Ватерлоо и Чаринг-Кросс. Первые пять набросков он сделал с мостом Чаринг-Кросс; считается, что картины, обозначенные в каталоге Даниэля Вильденштейна под номерами W 1521—W1524 и W1534, были первыми во всей Лондонской серии.
По возвращении семьи Моне из Англии их в конце октября — начале ноября в Живерни навестил Поль Дюран-Рюэль, и тогда же была достигнута договоренность о создании серии видов Лондона и о приоритетном праве выкупа этих картин Дюран-Рюэлем для продажи их через свою галерею. Дюран-Рюэль в мастерской Моне отобрал первые 11 набросков, по которым художник должен был работать. Для продолжения трудов Моне собирался вернуться в Лондон в ближайшее время, и 6 ноября писал из Живерни своему агенту: «Вы отметили 11 видов Темзы; из них я, как мне кажется, смогу до отъезда в Лондон отдать вам 5—6. <…> Те вещи, которые не смогу закончить здесь, я завершу на месте в Лондоне». Вероятно, речь в письме идёт о тех полотнах, которые датированы 1899 годом. Первая готовая картина «Мост Чаринг-Кросс» (W1521) была выставлена в галерее «Буссо и Валадон» в ноябре 1899 года. Кроме неё ни одной другой картины из серии Моне не успел закончить.

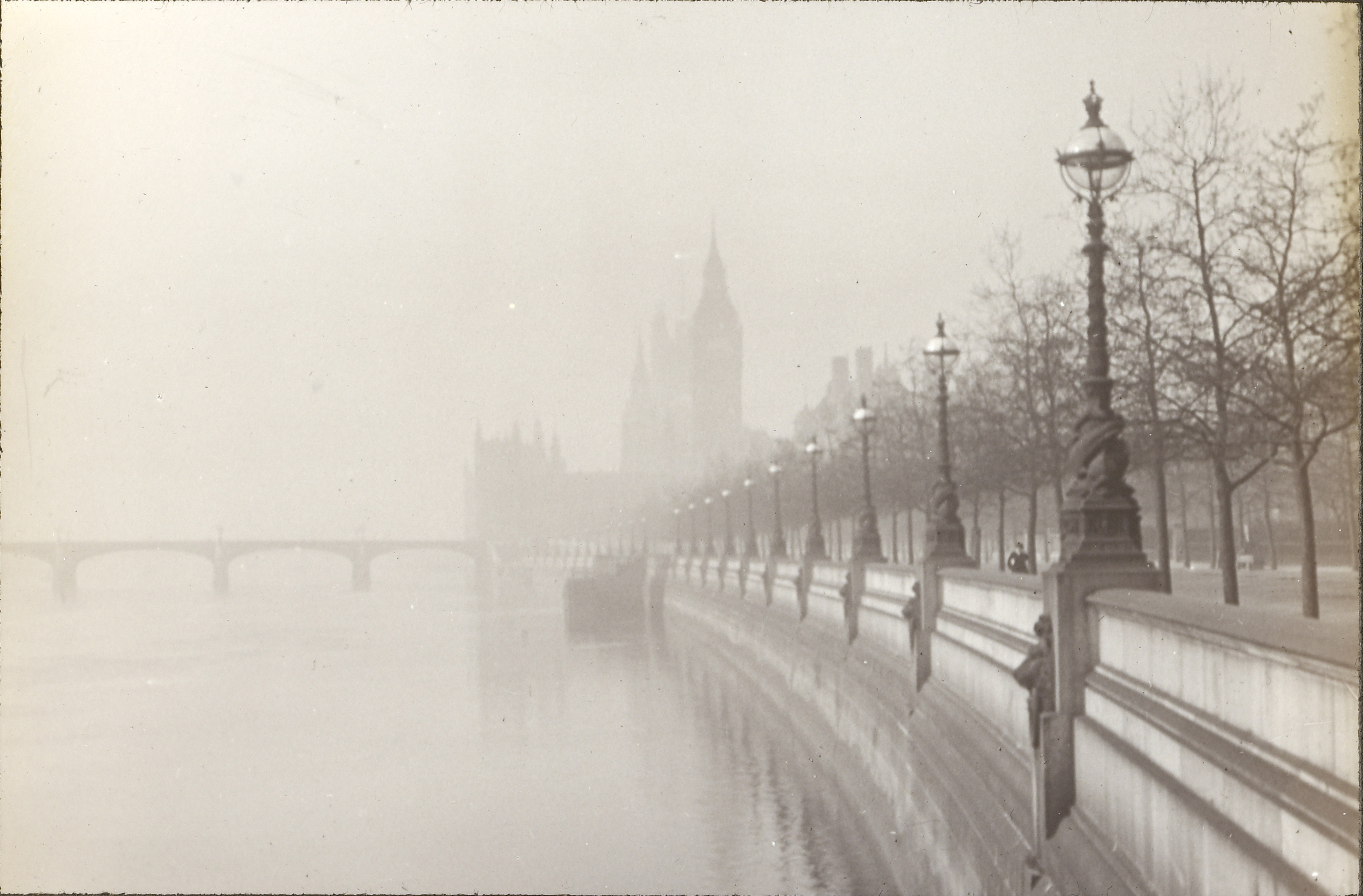
Лондон. Набережная Виктории в тумане. Вид от моста Чаринг-Кросс на Вестминстерский мост и здание Парламента. Фотография Ф. Эванса, 1908 год. Музей Гетти.

В феврале 1900 года Моне вновь приехал в Лондон, теперь уже один, и ему ничто не мешало плотно приняться за картины. Он опять остановился в отеле «Савой», однако его номер на седьмом этаже оказался занят под военный госпиталь для офицеров, раненых во время шедшей тогда англо-бурской войны, и Моне поселился этажом ниже. 17 февраля он писал Дюран-Рюэлю: «Несмотря на дурную погоду, я работаю не покладая рук, но до чего же это трудно из-за неустойчивой погоды! Удастся ли мне сделать то, что хочется?». На этот раз его внимание привлекло здание Парламента (Вестминстерский дворец). К 18 марта у него было «что-то вроде 65 картин», и он собирался начать несколько новых. Моне с самого начала работы предполагал завершать картины в своей мастерской и наносил на холст лишь контуры объектов и основные элементы пейзажа, атмосферные эффекты он также не прорабатывал детально. Ярким примером начального этапа работы над серией является незаконченный «Мост Чаринг-Кросс» из собрания музея Мармоттан-Моне, обозначенный в каталоге Вильденштейна под номером W1553.

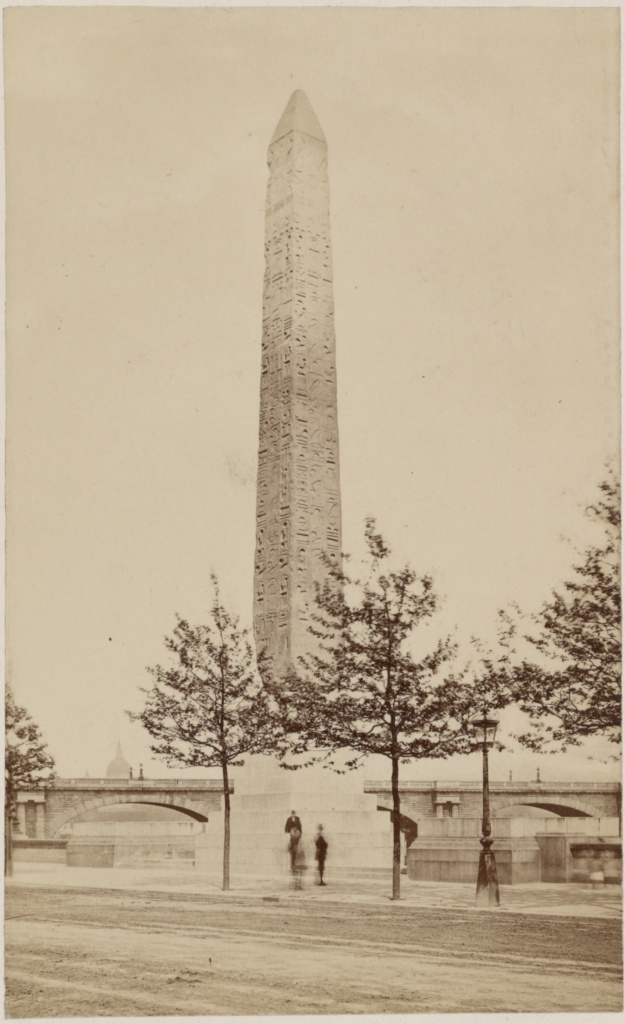
Мост Ватерлоо и обелиск Клеопатры (присутствует на двух картинах из серии «Мост Чаринг-Кросс» W1543 и W1544). Фотография 1878 года. Музей Гетти

Несмотря на то, что Моне в Лондоне старательно избегал общения со своими земляками, с некоторыми из них ему всё равно довелось встретиться. В конце февраля его в отеле посетили Жорж Клемансо и Гюстав Жеффруа. Впоследствии Жеффруа рассказывал об этой встрече следующее: «Всякий раз, когда туман полностью закрывал вид, Моне замечал: „Солнца больше нет“ и переставал рисовать. Когда чуть позже он вдруг взял свою палитру и снова почистил, сказав: „Солнце вернулось“, его гости были ошеломлены. Им потребовалось некоторое время, прежде чем они смогли различить слабое предчувствие свечения зарождающегося солнца; Один Моне смог это обнаружить». Сам Моне вспоминал об этом визите: «Клемансо и Жеффруа только что отбыли… Оба вели себя очень мило и нисколько не помешали мне работать». О. Рейтерсверд в своей биографии Клода Моне отмечает что при каждом изменении погодных условий Моне сменял на мольберте холст и начинал работу над вариантом с «соответствующим метеорологическим аспектом». Он же приводит утверждение Луи Вокселя что в рабочей комнате в отеле «Савой» сотни(!) имеющихся там полотен передвигались на специальных приспособлениях. Однако ни Клемансо, ни Жеффруа ни о каких подобных устройствах не упоминают. 
В начале апреля Моне завершил свои натурные работы в Лондоне и с большим количеством начатых картин и эскизов отплыл в Дьепп.
Продолжая работать над лондонскими картинами в своей мастерской в Живерни, Моне в октябре жаловался на большие трудности: «я работаю не жалея сил, но теперь у меня уходит чудовищно много времени на то, чтобы сделать что-нибудь приличное, да и при таком условии это получается далеко не всегда». О. Рейтерсверд писал что прошло немало времени, прежде чем художник окончательно определился с содержанием и характером серии.

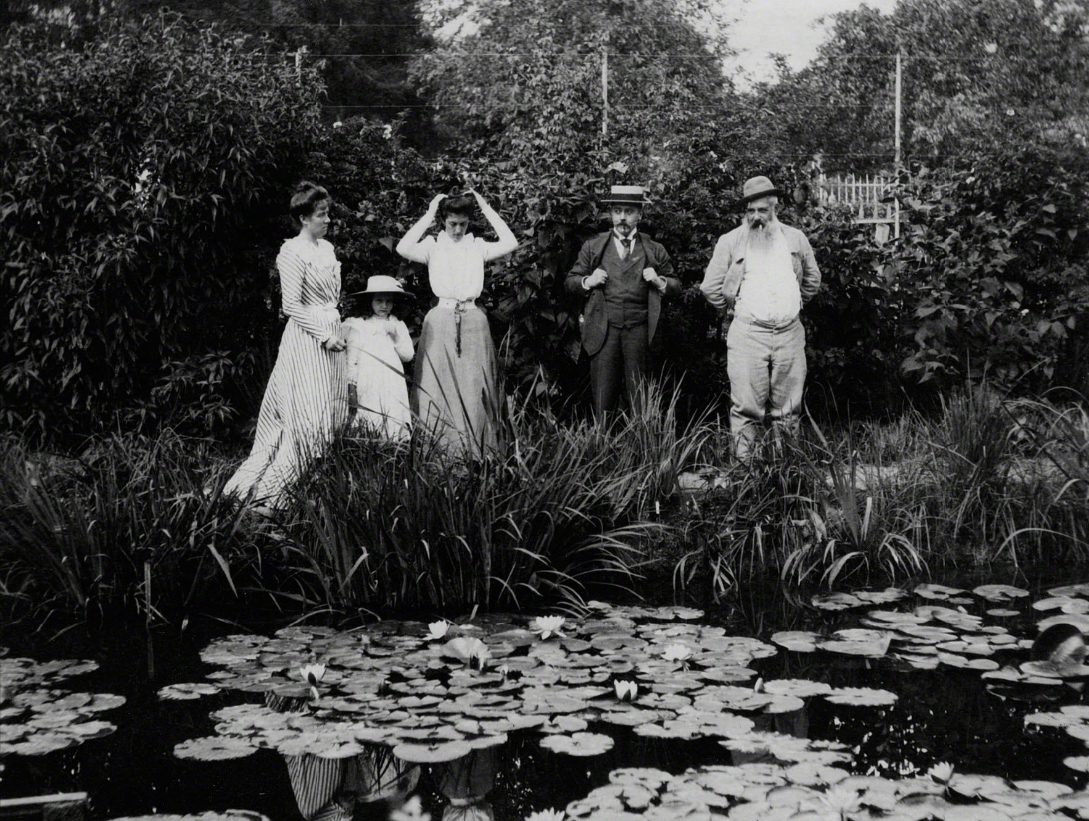
Клод Моне и Жозеф Дюран-Рюэль, сын Поля Дюран-Рюэля, в Живерни. 1900 год

23 января 1901 года Моне вернулся в Лондон для завершения натурной работы над картинами. Он взял с собой все начатые холсты, однако багаж в пути задержался, и Моне в ожидании холстов исполнил более двух десятков пастельных рисунков с видами мостов Ватерлоо и Чаринг-Кросс . 
Когда картины оказались в его распоряжении, он организовал свою работу следующим образом: утро и день были отданы мостам, причём преимущественно он занимался мостом Ватерлоо в ущерб Чаринг-Кроссу, а вечером работал над видами Парламента. Кроме того, несколько ночных зарисовок были сделаны из окна отеля «Савой» с видом на Лестер-сквер. 9 февраля Моне писал Дюран-Рюэлю: «я работаю изо всех сил; настроение бодрое, но это так трудно, а погода так непостоянна, что я добиваюсь своего чертовски дорогой ценой; тем не менее я не теряю бодрости и надеюсь что мне удастся написать несколько полотен, которыми я буду удовлетворён».
В это время Моне в отеле навестил Джон Сингер Сарджент, который впоследствии рассказывал, что был «немного удивлен некоторыми полотнами, но полон восхищения другими». Но главное, что впечатлило Сарджента — это чрезвычайно большое количество одновременно выполняемых картин. Его рассказ о визите хорошо известен: он наблюдал, как Моне, окруженный 80 холстами, отчаянно ждал подходящего атмосферного эффекта и сильно расстраивался, когда этот эффект неожиданно быстро проходил.
Моне напряжённо работал и в конце концов силы его истощились. Дни становились всё длиннее, и соответственно художник всё больше времени проводил на ногах. Последний удар нанесла сильная простуда, сопровождаемая головными болями, заставившая его отказаться от нескольких последних сеансов. К тому же атмосфера и свет к этому времени изменились настолько радикально, что Моне уже не мог передавать нюансы зимнего освещения. У уставшего и недовольного художника не оставалось других вариантов, кроме как в начале апреля собрать вещи и вернуться обратно во Францию. Восемь ящиков с полотнами он отправил багажом в Дьепп.
Заканчивал картины Моне уже в своей мастерской в Живерни. Первая партия готовых картин была им передана Дюран-Рюэлю в середине ноября 1901 года, это были работы из серии «Мост Чаринг-Кросс» (W1522—1524 и W1531), кроме того один «Мост Ватерлоо» (W 1555) был выкуплен одним французским коллекционером напрямую из мастерской художника без посредства Дюран-Рюэля.
Дальнейшая работа по-прежнему шла очень трудно и сильно затягивалась, Дюран-Рюэль проявлял недовольство задержкой, на что Моне регулярно оправдывался и сетовал на трудности. 11 марта 1903 года он писал: «Я с головой ушёл в работу и впрягся в свои „Лондоны“; когда те из них, которые я хочу выставить, будут закончены, я дам Вам знать, и на этот раз Вы сможете сделать окончательный выбор». Завершение работ осложнялось тем, что Моне, по его собственному признанию, требовалось видеть всю серию одновременно, 23 марта того же года он писал Дюран-Рюэлю: «Нет, я не в Лондоне — там я только мысленно, а сам вовсю работаю над своими полотнами, которые достаются мне нелегко. <…> Не могу Вам послать ни одного „Лондона“, потому что работа, которой я сейчас занят, требует, чтобы у меня перед глазами была вся серия; кроме того, признаюсь честно: ни одно из этих полотен окончательно не завершено. Я работаю одновременно над всеми ними или над значительной частью их и ещё не знаю, сколько я смогу выставить, так как то, чем я сейчас занят — сложная штука. Сегодня я удовлетворен, а завтра мне опять ничто не нравится; но, разумеется, кое-что недурное всё же есть». 10 мая Моне вновь писал Дюран-Рюэлю: «Сейчас основное — перестать надрываться над „Лондонами“, о которых я не желаю даже думать. Вы тоже не заговаривайте со мной о них…». Октав Мирбо всеми силами старался воодушевить художника: «Что же вы, мой дорогой Моне? Снова пали духом? И это вы, который не должен терять уверенности в себе <…> Нет, мой, друг, так нельзя; посмотрите действительности прямо в глаза, возьмитесь за ум…».

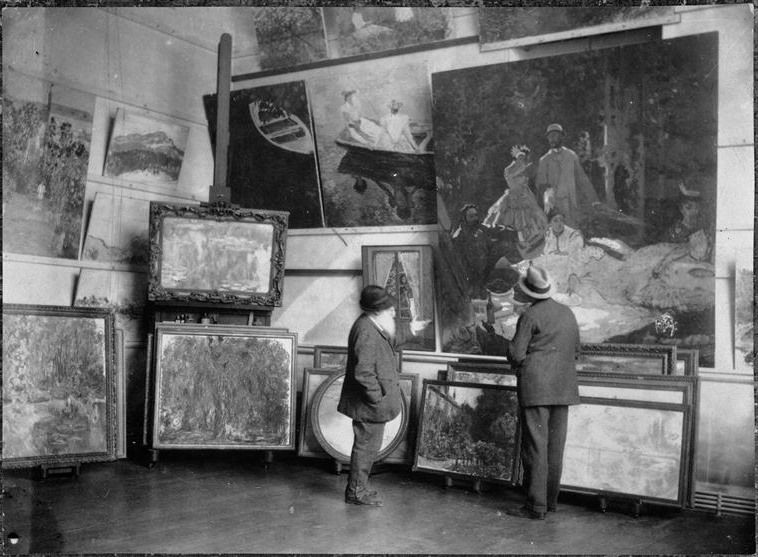
Клод Моне в своей мастерской. 1920 год. Справа внизу виден один из «Мостов Чаринг-Кросс» (фотография П. И. Шумова)

Наконец осенью 1903 года работа приблизилась к завершению, и Моне в письме Дюран-Рюэлю отмечал, что категорически отказывался кому бы то ни было продавать картины, поскольку они были обещаны ему, и поинтересовался планами своего маршана на счет этих картин. Тем не менее первая большая партия готовых холстов была отправлена в галерею Дюран-Рюэля лишь в середине апреля 1904 года, и в начале мая была выставлена на публичное обозрение. Основной массив готовых на тот момент картин составляли серии «Мост Чаринг-Кросс» и «Парламент». Всего у Дюран-Рюэля было выставлено 37 полотен, причём в день открытия выставки, 9 мая, публику взбудоражил слух, что сразу вся серия была выкуплена графом де Камондо. На самом деле Исаак де Камондо приобрёл с выставки лишь одну картину «Здание Парламента» (W1610).
Часть картин по-прежнему оставалась в мастерской Моне и постепенно дорабатывалась художником, в основном это были «Мосты Ватерлоо». Последние картины Дюран-Рюэль получил от Моне лишь в декабре 1920 года, это были два вида «Моста Ватерлоо» (W1564 и W1583). Три ночных вида «Лестер-сквер» (W1615—W1617) оставались в мастерской Моне вплоть до его смерти, публике они стали известны лишь после того, как сын художника Мишель Моне выставил одну из этих картин на продажу. Кроме того, в мастерской по разным причинам оставались и несколько других лондонских видов.

### Примеры работ

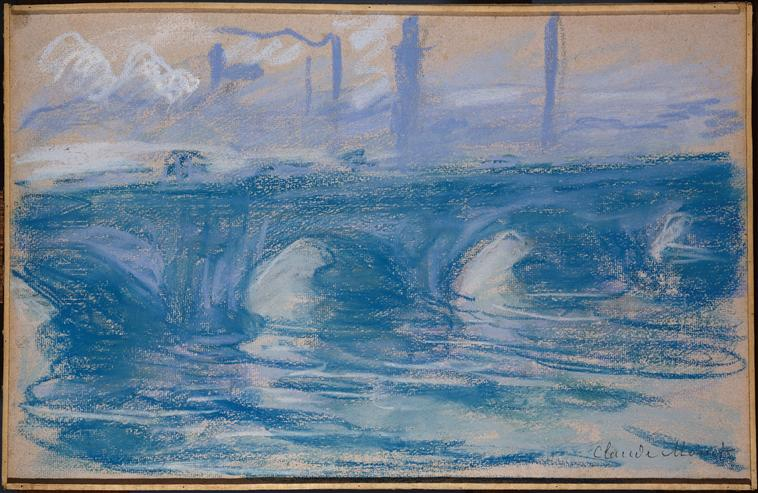
Пастель «Мост Ватерлоо». Орсе, Париж
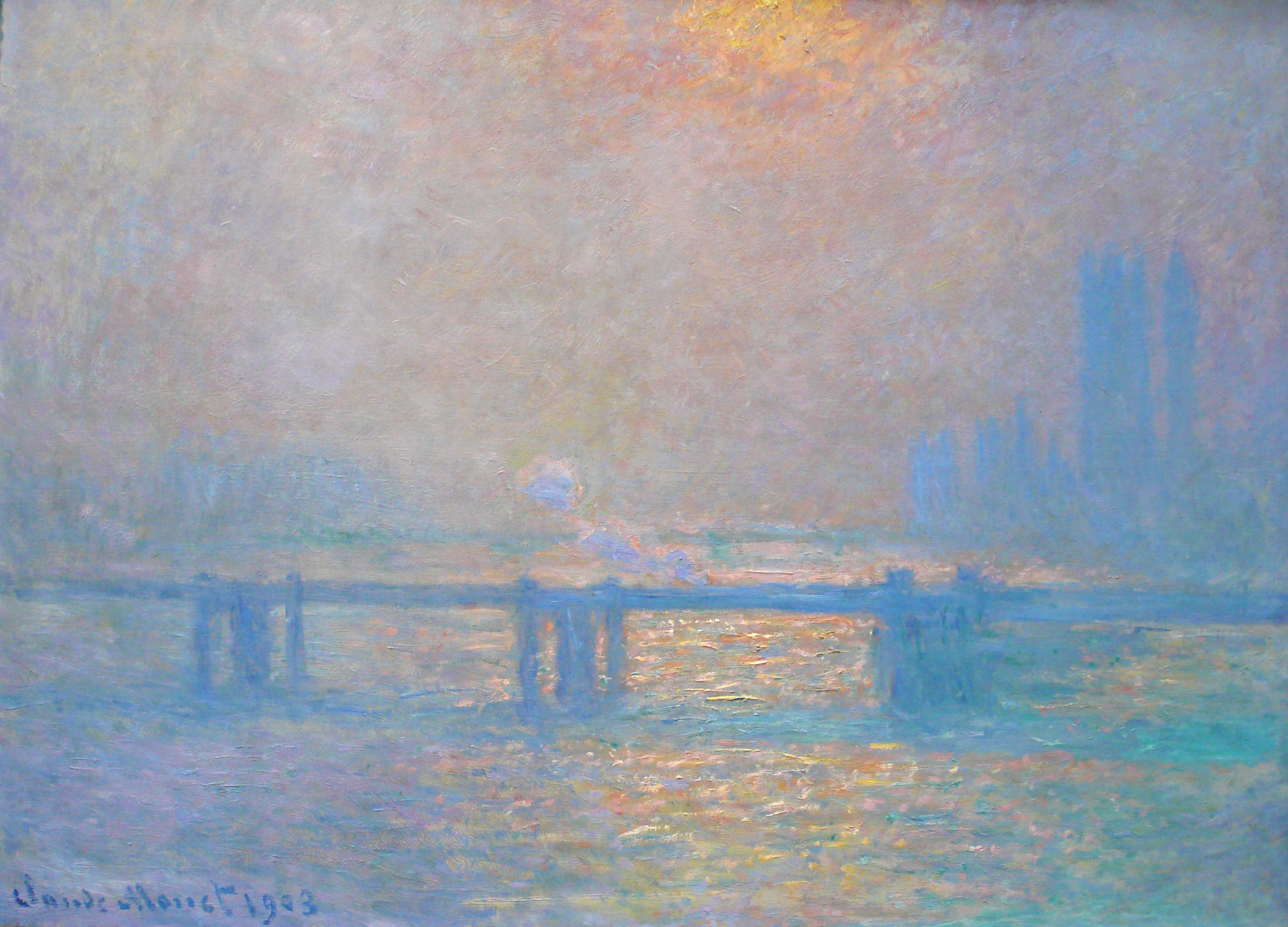
«Мост Чаринг-Кросс». Музей изобразительных искусств, Лион
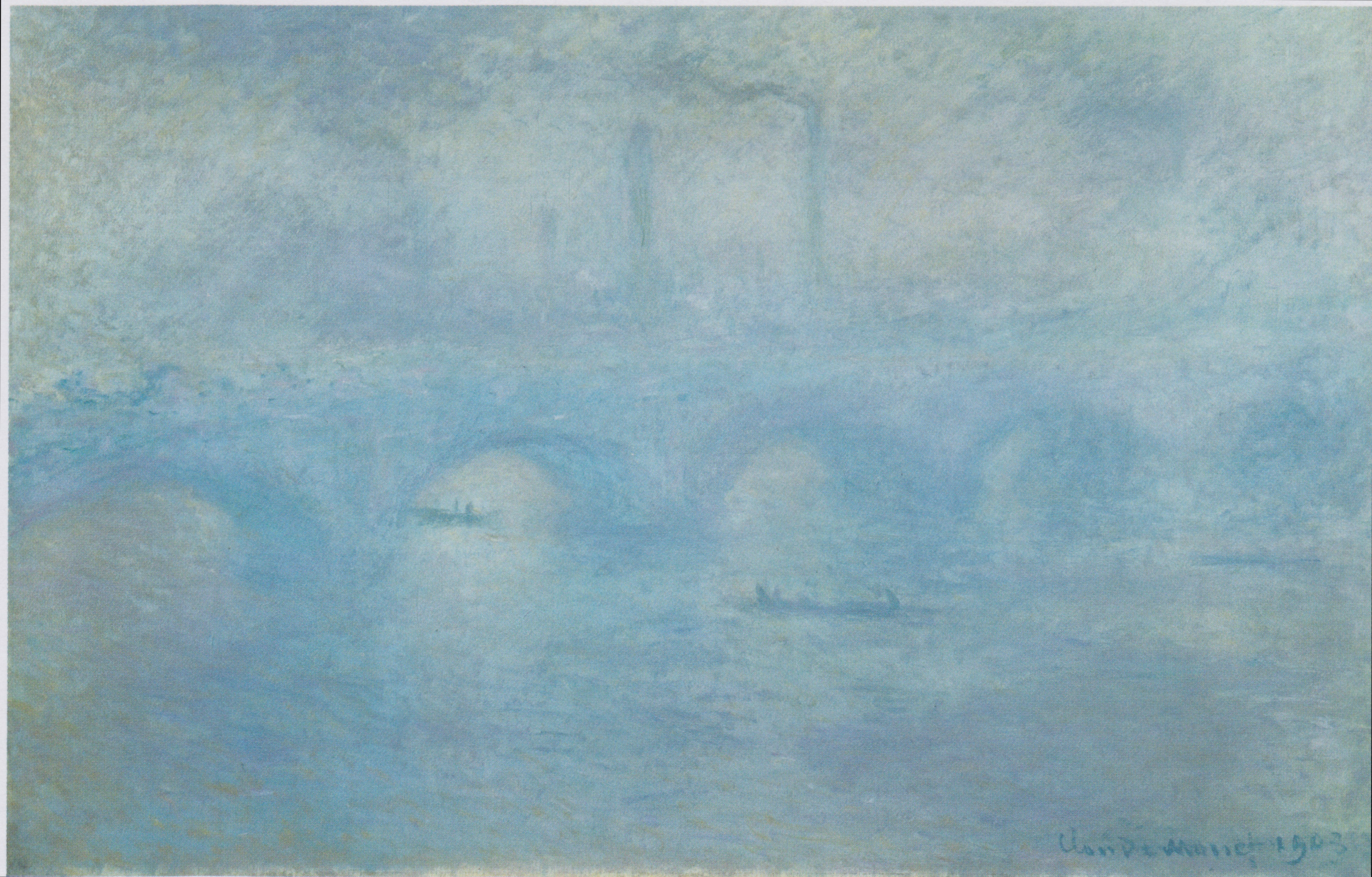
«Мост Ватерлоо». Эрмитаж, Санкт-Петербург
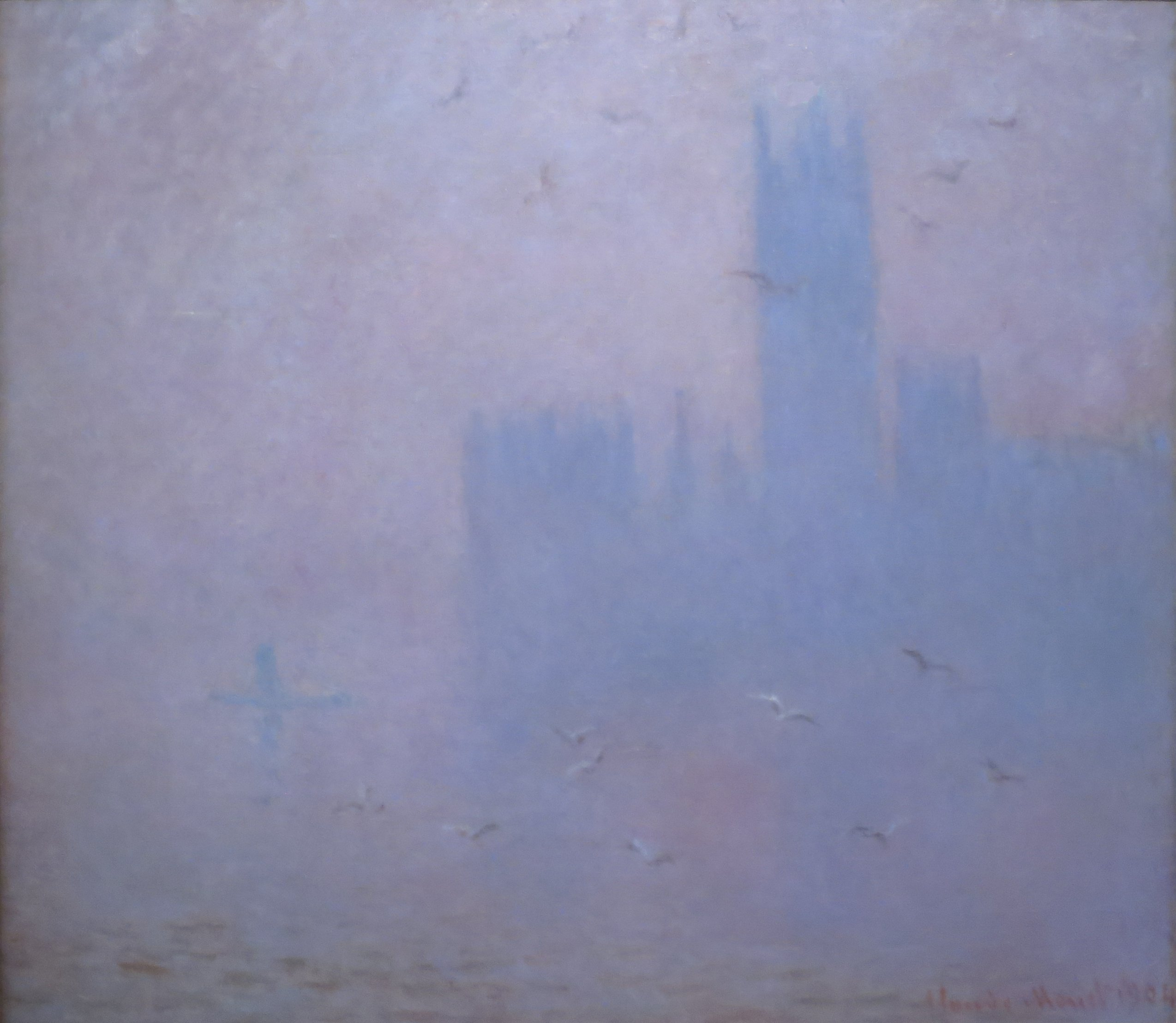
«Парламент, чайки». Пушкинский музей, Москва
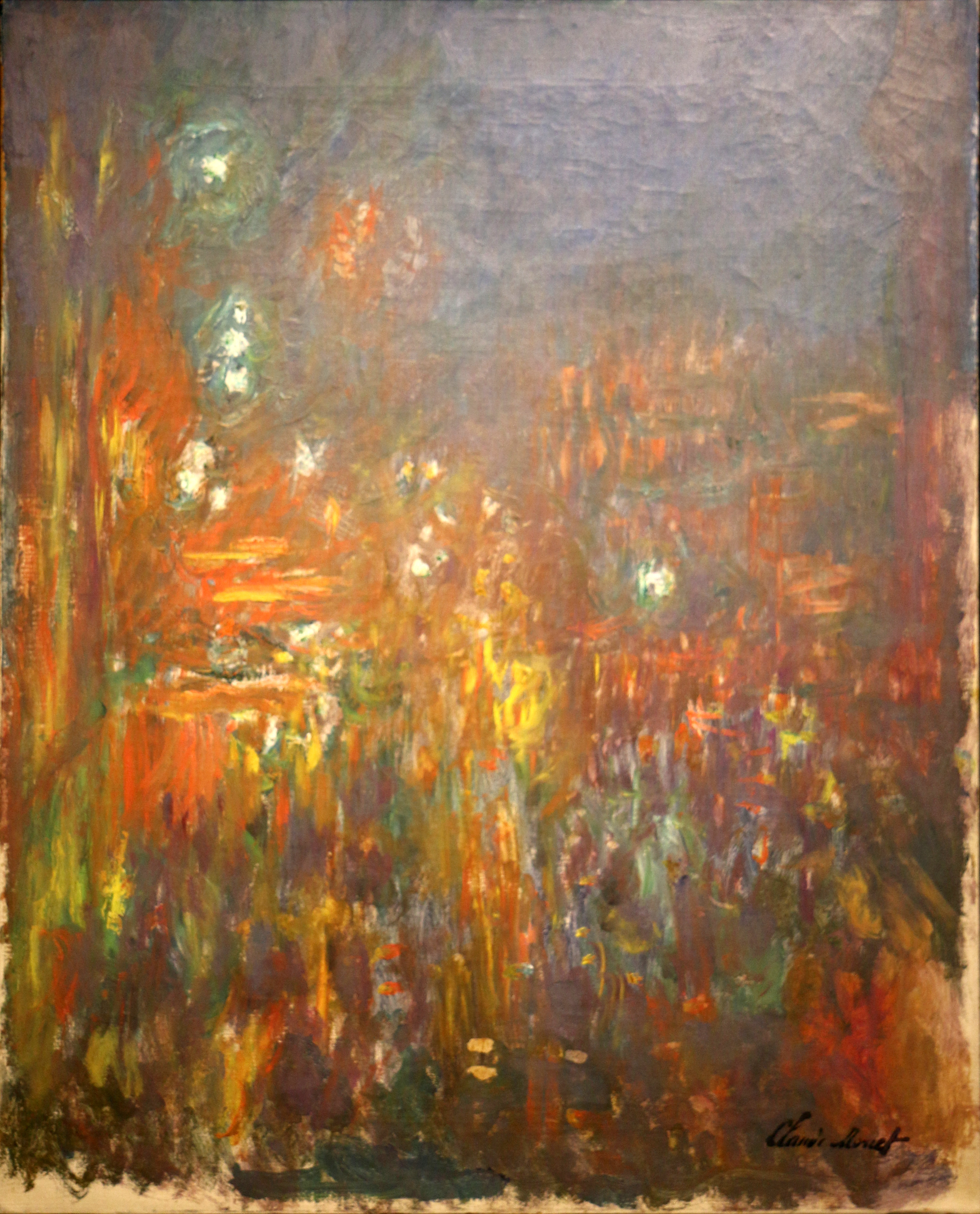
«Лестер-Сквер». Фонд Жана и Сюзанны Планк, Швейцария

## Значение
Лондонские виды Моне, наряду с другими его серийными работами, вызвали значительный интерес во всём мире и имели огромный успех у публики. Бывший член совета директоров аукционного дома «Сотбис» Ф. Хук в своём историческом обзоре мирового галерейного арт-рынка писал: «Серии картин Моне были удачей, о которой любой торговец мог только мечтать, ведь они представляли собой визуальную трактовку одного сюжета в различном освещении в соответствии с временем суток». Однако они же подверглись и критике. Например, немецкий историк искусства Вернер Вейсбах в 1910 году высказывался достаточно резко: «В массовом потоке работ, им (Моне) исполненных, многие вещи не являются полноценными и теряются. Насколько можно судить сегодня, он не поспевал за уровнем своего творчества образца 1870-х годов» и далее он обвинил Моне в доведении принципов импрессионизма до абсурда. Шведский искусствовед Оскар Рейтерсверд, один из ведущих исследователей импрессионизма, упрекал Моне что тот написал слишком много картин в этой серии и «таким образом разрешал проблему спроса и предложения». Он же упоминает что когда публике стало известно что Моне дорабатывал свои лондонские картины в мастерской, то многие возмутились подобными методами работы: «Свободная компоновка картины в мастерской противоречила общепринятому мнению о мгновенном восприятии мотива на природе». Рейтерсверд саркастически отмечает что тридцатью годами ранее публика также яростно порицала Моне за то, что тот всегда работает на пленэре. 
Историк импрессионизма Джон Ревалд писал: «В стремлении методически, почти с научной точностью наблюдать непрерывные изменения света Моне утратил непосредственность восприятия. Теперь ему были противны „лёгкие вещи, которые создаются в едином порыве“, но именно в этих „лёгких вещах“ проявился его дар схватывать в первом впечатлении сияющее великолепие природы. Упорство, с которым он теперь вёл состязание со светом (в этой связи он сам употреблял слово „упорство“), шло вразрез с его опытом и дарованием. Тогда как картины его часто дают блестящее решение этой проблемы, сама проблема оставалась чистым экспериментом и налагала строгие ограничения. Напрягая зрение для того, чтобы заметить мельчайшие изменения, он часто терял ощущение целого. Доведя до крайности своё пренебрежение сюжетом, Моне окончательно отказался от формы и в бесформенной ткани тончайших нюансов старался удержать лишь чудо света».
Буквально с момента обнародования лондонские картины Моне привлекли внимание фальсификаторов. Моне писал Дюран-Рюэлю: «Только что получил фотографию предложенной вам картины, автором которой, однако, я не являюсь. Она имеет превосходно подделанную, фальшивую подпись. По существу вам следовало бы от моего имени вмешаться в это дело и уничтожить полотно». Через несколько месяцев Моне вновь писал Дюран-Рюэлю по этому же поводу: «Я только что получил обе картины, которые приобрёл один из ваших немецких покупателей <…> Обе эти вещи ужасны, и уверяю вас, что если бы не ваша просьба уничтожить подпись и вернуть их вам в том же виде, я без всяких угрызений изрезал бы их…».

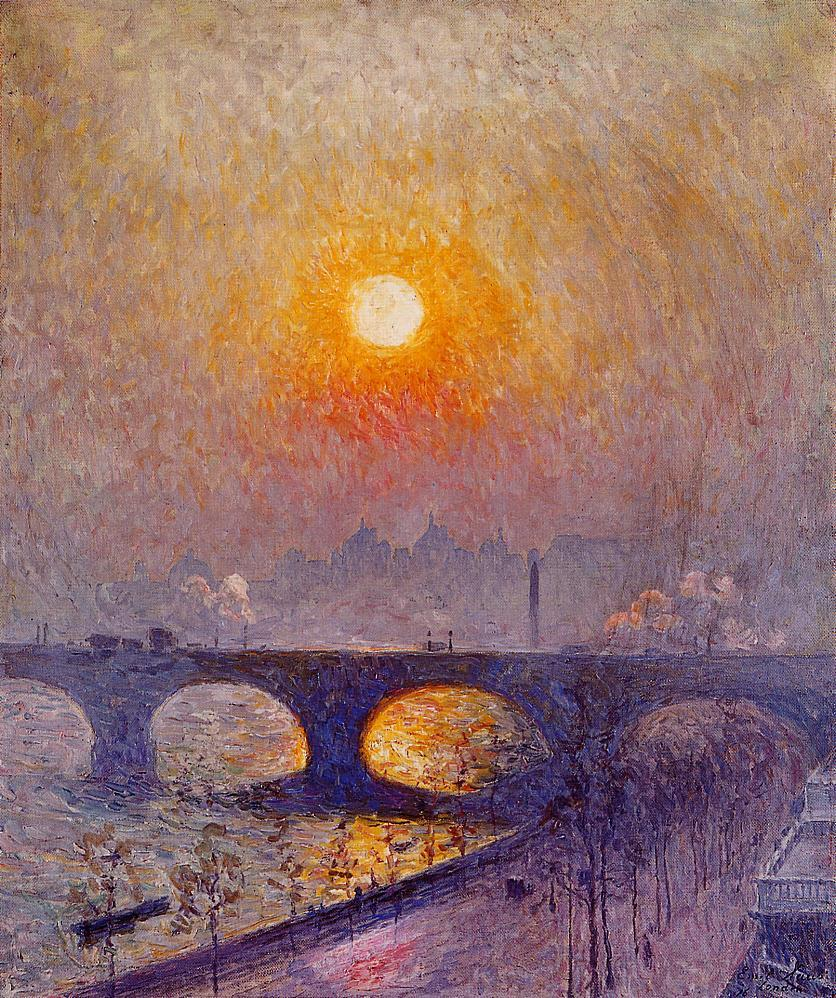
Э. Клаус. «Рассвет над мостом Ватерлоо». 1916 год. Частная коллекция

Колоссальный успех всей Лондонской серии вызвал попытки подражания. Так, например, Амбруаз Воллар за свой счёт послал в Лондон работать начинающего художника-фовиста Андре Дерена, и тот создал свою «лондонскую серию». Подобное предложение Даниель Анри Канвейлер делал и Пабло Пикассо, но тот отказался. Бельгийский художник Эмиль Клаус оказался наиболее последовательным приверженцем Моне и в 1916—1917 годах также создал серию видов Лондона, включая несколько собственных «Мостов Ватерлоо», изображённых с разного ракурса, в которых вслед за своим идейным вдохновителем исследовал световоздушные эффекты.

## Общие характеристики картин
Большинство картин имеют размер близкий к 65 × 100 см (преимущественно «Мост Ватерлоо»), 65 × 90 см (в основном «Мост Чаринг-Кросс»), 80 × 90 см (большинство «Парламентов»), 80 × 64 см (все «Лестер-сквер»); все они написаны масляными красками по холсту. На обороте многих картин сохранились этикетки галереи Поля Дюран-Рюэля с их оригинальными названиями, именно на их основании в приводимом французском названии картин присутствует англицизм «Bridge» вместо более привычного французского слова «le Pont». Всего лондонский цикл состоит из 98 картин, в него входят следующие серии:
- «Мост Чаринг-Кросс» — 35 картин;
- «Мост Ватерлоо» — 41 картина;
- «Здание Парламента» — 19 картин;
- «Лестер-сквер» — 3 картины.
- Пастельных набросков с лондонскими видами известно 27: «Мост Чаринг-Кросс» — 5 пастелей, «Мост Ватерлоо» — 17 пастелей; «Виды Темзы» — 5 пастелей. Большинство из них имеет размер близкий к 31 × 47 см. Неизвестно существовали ли пастельные наброски «Парламента», в литературе отсутствуют упоминания о них.